# Het wondere Wolfje
Het wondere Wolfje is het tweehonderdzesde stripverhaal uit de reeks van Suske en Wiske. Het is geschreven en goeddeels getekend door Paul Geerts.
Het werd gepubliceerd in De Standaard en Het Nieuwsblad van 2 november 1990 tot en met 22 februari 1991. De eerste albumuitgave in de Vierkleurenreeks was op 25 april 1991, met albumnummer 228.

## Locaties
- Oostenrijk, Salzburg met Getreidegasse nr. 225, herberg
- Brussel met hotel d’Angeleterre
- Tervuren met park, ruïne en jachtgoed

## Personages
- Suske
- Wiske
- tante Sidonia
- Lambik
- Jerom
- professor Barabas
- Leopold Mozart (componist aan het hof van Salzburg, vice-kapelmeester en pedagoog)
- Maria Anna (Nannerl)
- Anna Maria Walburga
- Wolfgang Amadeus Mozart (Wolfje)
- herbergier
- Sebastian (bediende familie Mozart)
- kastelein
- Franz Fridolin Weber
- Constanze Weber (Stanzi)
- prins Karel van Lorreinen
- muziekleraar

## Uitvindingen
- teletijdmachine met armband[1]

## Het verhaal
Lambik wordt door de teletijdmachine per ongeluk naar het verleden geflitst en komt in het 18e-eeuwse Salzburg terecht. Daar is hij getuige van de ontvoering van een klein jongetje. Lambik achtervolgt de koets met de gemaskerde man en kan het jongetje redden. De familie is Lambik erg dankbaar. Dan blijkt Lambik bij de familie Mozart terecht te zijn gekomen. Lambik hoort dat het gezin een reis van drie jaar zal maken naar de Nederlanden, zodat iedereen Wolfje kan horen spelen. Lambik weer naar zijn eigen tijd geflitst. 
In het laboratorium van professor Barabas vertelt Lambik de anderen wat hij heeft meegemaakt. De vrienden volgen via het scherm van de teletijdmachine de geheimzinnige zwarte koets. Ze besluiten weer naar het verleden te reizen, om uit te zoeken wie Mozart wil ontvoeren. De familie Mozart overnacht in een herberg en de gemaskerde probeert het gebouw binnen te dringen, maar Leopold ziet de zwarte koets en ontsnapt met zijn gezin. Professor Barabas geeft zijn vrienden de armbanden mee die voor het laatst op de Seychellen zijn gebruikt en flitst hen naar het verleden. De vrienden zien een trekschuit, Lambik valt dronken in het ruim en zijn vrienden laten hem daar zijn roes uitslapen. De vrienden kunnen voorkomen dat de gemaskerde man Wolfje opnieuw ontvoert, de familie Mozart reist ook verder met de trekschuit. Lambik ontmoet de familie Mozart opnieuw en de vrienden horen dat Wolfje een concert zal geven voor prins Karel van Lorreinen. De vrienden komen aan in Brussel en betrekken hotel d’Angeleterre en zien daar een stoet voorbijrijden. Leopold heeft geld gekregen van zijn huisbaas Hagenauer, want hij zit nogal krap bij kas. Lambik redt de landvoogd als zijn paarden op hol slaan en deze is erg dankbaar. De vrienden worden uitgenodigd om naar het jachtgoed in Tervuren te gaan en de kinderen gaan met Anna Maria en tante Sidonia naar het park.
Tijdens een spelletje verstoppertje blijkt Wolfje verdwenen te zijn, Suske en Wiske zetten de achtervolging in en zien de zwarte koets. De kinderen raken de koets kwijt en de familie van Wolfje is radeloos. Lambik en Leopold komen blij terug, het concert is geregeld, maar als ze horen dat Wolfje is ontvoerd, slaat de stemming om. Lambik besluit dat hij met zijn vrienden in plaats van de familie Mozart het concert zal geven. Wolfje wordt naar een ruïne gebracht en zijn gemaskerde ontvoerder stelt hem voor aan zijn dochtertje Constanze. De gemaskerde vertelt dat zijn vrouw ziek is en wil dat Wolfje zijn dochter leert musiceren, zodat zij ook concerten kan geven. Met het geld van de concerten kan de behandeling van zijn vrouw betaald worden. Wolfje wil Stanzi wel lesgeven en de dieren van het bos komen naar zijn spel luisteren, maar als Stanzi speelt vluchten de dieren weg. Lambik heeft de armbanden gebruikt en heeft hifi-apparatuur opgehaald, met deze apparatuur zal hij pianoconcerten van Mozart afspelen waarbij hij, Suske, Wiske en Sidonia zullen playbacken om op deze manier het concert te geven voor prins Karen van Lorreinen, aangezien zij zelf geen muziek kunnen maken. Als Leopold de muziek hoort, denkt hij dat Wolfje terug is en valt de apparatuur aan om zijn zoontje te bevrijden. De gemaskerde ziet in dat zijn dochter niet zo goed als Mozart zal leren spelen, hij wil Wolfje terugbrengen naar zijn familie. Lambik is bang om door de prins herkend te worden, hij vermomt zich met een fopneus tijdens de playbackshow en de prins krijgt een zonnebril op zodat hij bijna niks ziet. Tijdens de playbackshow blijkt er andere muziek afgespeeld te worden en de prins herkent Lambik. Als de mannen van de prins de vrienden gevangen willen nemen, komt de gemaskerde met Wolfje en Constanze binnen. De familie Mozart is dolblij nu hun zoontje weer terug is en de gemaskerde vertelt dat hij Franz Fridolin Weber is. Franz werkt in het theater en hij stelt zijn dochter Stanzi voor aan het gezelschap. Franz vertelt zijn verhaal en de prins belooft de behandeling van de vrouw te betalen, hij stelt zijn dokters ter beschikking. De familie Mozart geeft dan toch nog het echte concert, alle toeschouwers zijn verrukt, en ze krijgen een staande ovatie na het optreden. Leopold krijgt van de prins een beurs met goudstukken om de onkosten van de rondreis door Europa te betalen en de vrienden worden dan naar hun eigen tijd geflitst.

## Achtergronden bij het verhaal
- In 1991, het jaar waarin dit verhaal verscheen, werd Mozarts 200ste sterfdag herdacht. Vanwege deze gelegenheid besloot men om ook een Suske en Wiske-verhaal speciaal aan Mozart te wijden.
- Het verhaal laat verschillende belangrijke gebeurtenissen uit het leven van Mozart de revue passeren. Zo maakte de familie Mozart inderdaad een rondreis door Europa. Wolfgang Amadeus Mozart werd verliefd op Constanze Weber, met wie hij trouwde. In 1763 maakte Leopold Mozart met zijn vrouw Anna Maria, dochtertje Nannerl en zoontje Wolfgang een tournee van 1269 dagen door Europa.
- Lambik geeft een man een grote bril, die "nog door graaf Elton John uit Britannia werd gedragen."
- Lambik heeft per ongeluk de verkeerde muziek meegenomen tijdens het concert. De liedjes die weerklinken zijn onder meer "Alle mooie mannen zijn zo lelijk als ik jou zie" door Margriet Hermans, "Soka Dance",...